# Kaspars Ikstens
Kaspars Ikstens (ur. 5 czerwca 1988 w Rydze) – łotewski piłkarz występujący na pozycji bramkarza w klubie FK Rīgas Futbola skola.

## Kariera
Karierę piłkarską rozpoczął w 2007 roku w JFK Olimps. 1 stycznia 2010 został zawodnikiem Skonto Ryga. W 2010 roku zdobył mistrzostwo Łotwy w piłce nożnej. 6 stycznia 2012 przeszedł do Daugavy Dyneburg. W tym samym roku wraz z Daugavą został mistrzem Łotwy. 8 marca 2013 został zawodnikiem islandzkiego klubu piłkarskiego Ungmennafélagið Víkingur. 15 lipca 2013 został zawodnikiem FK Jelgava. W 2014, 2015 i 2018 zdobywał Puchar Łotwy. W 2016 i w 2018 zwyciężył w Baltic Cup. 26 stycznia 2018 przeszedł do FK Rīgas Futbola skola.